# George McElroy
George Edward Henry McElroy (ur. 14 maja 1893 w Donnybrook, zm. 31 lipca 1918 w Laventie) – irlandzki as myśliwski z czasów I wojny światowej, służący w armii Imperium brytyjskiego. Osiągnął największą liczbę zwycięstw powietrznych wśród lotników pochodzenia irlandzkiego.

## Służba w czasie I wojny światowej
Przed przeniesieniem do lotnictwa George McElroy służył jako goniec motorowy aż do czasu, gdy został poważnie ranny w ataku gazowym i wysłany do domu w celu wyleczenia. Był w Dublinie, kiedy wybuchło Powstanie wielkanocne i odmówił strzelania do Irlandczyków, za co został karnie przeniesiony.

### Służba w lotnictwie
Po transferze do Royal Flying Corps w lutym 1917 swoje pierwsze zwycięstwo powietrzne odniósł 28 grudnia tego roku. 7 kwietnia 1918 został ranny w wypadku podczas lądowania.
Był myśliwskim wychowankiem Edwarda Mannocka i zginął pięć dni po nim, kiedy jego S.E.5a został zestrzelony przez artylerię przeciwlotniczą nad Laventie. W ten sposób Royal Air Force straciły swoich dwóch najlepszych pilotów w ciągu jednego tygodnia.

## Odznaczenia
- Distinguished Flying Cross (dwukrotnie),
- Military Cross (trzykrotnie).